# Jacobus Q. Smink
Jacobus Q. Smink (ook wel: Jacobus Quiryn Smink), schrijversnaam van Jacobus Smink (Sondel, 31 januari 1954 – aldaar, 27 januari 2024) was een Friese dichter en vertaler.

## Achtergrond
Smink, zoon van een bekende Friese paardenfokker, groeide op in zijn geboorteplaats Sondel. Hij was een jongere broer van de acteur Freark Smink. Hij studeerde Nederlands aan de Rijksuniversiteit Groningen. Daarna verhuisde hij naar het zuiden van Nederland. Sinds 1983 woonde hij in Eindhoven, waar hij aan een middelbare school Nederlands en communicatie doceerde.

## Dichter
Al op school schreef Smink songteksten, zij het toen nog in het Nederlands en in het Engels. Nadat hij in zijn studietijd de Friese dichter Tsjêbbe Hettinga had leren kennen, ontdekte hij liever in het Fries te schrijven. In 1972 debuteerde hij als Jacob Smink in het toen net opgerichte Friese literaire tijdschrift Hjir, met een kort verhaal (Hwa wit) en een gedicht (Leaf famke). In 1983 gaf hij in eigen beheer de gedichtenbundel Apàrte fersen uit. Twee jaar later verscheen bij de Koperative Utjowerij de bundel Wurk van de achtste dei, Sminks eerste "officiële" bundel. De initiaal Q. voor Quiryn had hij er zelf in 1979 bij bedacht.
In Sminks werk, dat soms gesloten, maar soms ook suggestief en speels is, is een belangrijke rol weggelegd voor vrouwen (meisjes en dochters). Zijn gedichten kenmerken zich door een nergens nadrukkelijk aanwezige, maar toch onmiskenbare erotische ondertoon, die er een zekere spanning aan geeft. Door recensenten werd over zijn werk verschillend gedacht. Eppie Dam schreef in 1994 over de in datzelfde jaar verschenen bundel Lingerich tekstyl & swarte side: "Alles wat zo karakteristiek is voor zijn poëzie zit erin: kronkelende ideeën, intrigerende dwarsverbanden, eigenzinnige formules, vernuftige neologismen, wanstaltige constructies, storend gebabbel, irritante cryptokokken. Maar wat er nog bij komt: de superieure achteloosheid van toevalligheden. Als had hij er niets voor gedaan en gaf de Muze het haar beminde in de slaap." Albertina Soepboer daarentegen was in 1995 van mening: "Smink mist de subtiliteit om echt over erotiek te schrijven. Wat hij aan erotiek suggereert, wordt vaak in de volgende regel alweer tenietgedaan".

## Vertaler
Smink vertaalde verschillende boeken in het Fries, waaronder Het achterhuis van Anne Frank, Le Petit Prince van Antoine de Saint-Exupéry en Die Geschichte von Herrn Sommer van Patrick Süskind. Ook vertaalde hij Astrid Lindgrens Ronja Rövardotter tot Ronja Rôversdochter, dat hij bewerkte tot een toneelstuk dat in 2000 en 2001 werd opgevoerd door het Friese beroepstheatergezelschap Tryater.

## Andere literaire activiteiten
Smink was sinds 1975 redacteur van Hjir en van het daaruit voortgekomen Ensafh, waarin hij ook regelmatig publiceerde. Daarnaast was hij lid van het bestuur van Hispel, de stichting die Ensafh uitgeeft.

## Overlijden
Smink overleed op 27 januari 2024 in de ouderdom van 69 jaar.

## Werk
Poëzie
- 1983: Apàrte fersen
- 1985: Wurk fan de achtste dei
- 1988: Foar de famkes
- 1991: Mei beide lippen
- 1992: Freonskrift
- 1994: Lingerich tekstyl & swarte side
- 1995: Minskegedichten
- 2009: Sondelfal
- 2013: Adams Apel
- 2015: Tongermolke

Vertalingen
- 1995: It Achterhûs (Het Achterhuis, Anne Frank)
- 1999: De Lytse Prins (Le Petit Prince, Antoine de Saint-Exupéry)
- 2000: Smoarge Piter (Der Struwwelpeter, Heinrich Hoffmann)
- 2000/2001: Ronja Rôversdochter (Ronja Rövardotter, Astrid Lindgren)
- 2001: It ferhaal fan de hear Simmer (Die Geschichte von Herrn Sommer, Patrick Süskind)
- 2006: Myn lytse oarloch (Mijn kleine oorlog, Louis Paul Boon)

## Prijzen
In 2013 werd Smink voor zijn bundel Sondelfal (2009) onderscheiden met de Gysbert Japicxpriis, de belangrijkste Friese literaire prijs.